# Информационный суверенитет
Информационный суверенитет— это право государства самостоятельно формировать информационную политику, распоряжаться информационными потоками, обеспечивать информационную безопасность независимо от внешнего влияния. Информационный суверенитет включает в себя любые компоненты, связанные с информационной сферой государства.

## Понятие
Термин происходит от понятий «суверенитет» и «суверенное государство». Традиционное значение суверенитета — «superanus» на латыни и «souverainete» на французском — верховная власть. В юридическом словаре государственный суверенитет определяется как "высшая власть в процессе принятия решений государством и в поддержании порядка". Руководитель управления Федеральной службы по техническому и экспортному контролю М.М. Кучерявый приводит следующее определение: «информационный суверенитет – это верховенство и независимость государственной власти при формировании и реализации информационной политики в национальном сегменте и глобальном информационном пространстве».
Профессор Пекинского университета Вэньсян Гонг пишет в своих трудах, что внутренний информационный суверенитет подразумевает верховную власть государства при принятии решений и поддержании информационного порядка в стране. Внешний информационный суверенитет означает равное и независимое право на производство, передачу и использование информации без какого-либо внешнего вмешательства или контроля.
Д.Г. Артамонов под информационным суверенитетом понимает сочетание контроля государства над своей информационной сферой и защитой её от угроз, таких как информационные войны и кибератаки.

## Характеристики
Информационный суверенитет включает в себя два аспекта: технический и идеологический. К техническому относятся: собственные социальные сети, поисковики, национальное программное обеспечение, национальная электронная платёжная система и т. д. Идеологический аспект подразумевает наличие официальной идеологии или национальной идеи, высокого уровня популярной массовой культуры, развитой системы пропаганды, а также усовершенствованного законодательства в области информации..
Информационный суверенитет нужен государству, намеренному проводить собственную, независимую от международного сообщества информационную политику. Тем не менее он не предоставляет государству полную независимость. Действия акторов в информационном пространстве должны, по крайней мере, соответствовать нормам международного права. Следует учитывать тот факт, что связь информации и территориальных границ становится всё более размытой с расширением виртуального пространства. Несмотря на то, что границы информационного пространства государства определяются законодательством, в нормах права всё ещё превалирует территориальная привязка.

## Виды
Информационный суверенитет фактически можно разделить на две категории:
1. Жесткий информационный суверенитет.  Жесткий суверенитет относится к законодательной власти, административной власти и праву на равное распределение коммуникационных ресурсов с другими странами.
2. Мягкий информационный суверенитет. Он включает в себя фактический контроль трансграничных потоков политической, культурной и социальной информации и т. д. Легче определить и измерить жесткий информационный суверенитет. Жалобы на «культурное проникновение» и «культурное доминирование» в основном связаны с мягким информационным суверенитетом[4].

## Влияние технологий на информационный суверенитет
В настоящее время интернет бросает вызов суверенитету. Страна может иметь возможность контролировать большинство технологий, используемых на её территории, например, путем введения ограничений на импорт определенных видов технологий; однако в случае Интернета страны вынуждены принимать технологию в том виде, в каком она предоставляется, не имея возможности оказывать на нее большее влияние. В некотором смысле это является иллюстрацией ситуации, в которой страны, чтобы получить то, что они считают полезным от интернет-технологий, также должны идти на жертвы.
Роберт МакЧесни, профессор университета Иллинойса, считает, что в условиях информационной глобализации государство может получить права и возможности для более эффективного развития своих информационных технологий и промышленности, и обмена информационными ресурсами с другими государствами только при готовности «пожертвовать» частью своего информационного суверенитета, к примеру, правом абсолютного контроля над поступающей информацией.
Вышеизложенное позволяет сделать вывод о том, что, хотя страны в значительной степени заинтересованы в предоставлении доступа к услугам иностранных интернет-гигантов, этот интерес будет противоречить интересам обеспечения независимости. Таким образом, государства, не доверяющие стране-производителю интернет-услуги, имеют более веские основания для блокирования доступа к этой услуге или, по крайней мере, для поощрения или разработки альтернатив. Следствие этому является решение ряда стран ограничивать импорт оборудования, опасаясь, что аппаратные средства будут использоваться для сбора разведывательной информации страной-производителем.

## Культурный суверенитет
Элементом информационного суверенитета выступает культурный суверенитет. Китайский ученый Ван Хунин считает, что культурный суверенитет – это право и возможность противостоять внешнему влиянию, развивать и сохранять национальную культуру.
Концепция культурного суверенитета была продуктом времен «холодной войны», и её позитивное значение представляло интерес тех стран, которые были менее развиты в медиа-мощи, и находились в худшем положении в структуре глобальной коммуникации. Внешнее доминирование над медиа проходит по двум направлениям:
1. Контроль над деятельностью СМИ иностранными державами.
2. Внешний контроль над содержанием программ.

В широком смысле коммуникация любой информации может считаться культурной. Даже научная или техническая информация содержит определенный элемент ценностей, образа жизни или идей об управлении и администрации и т.д. Тем не менее, культурная коммуникация обычно относится к распространению более конкретных медиа-продуктов, таких, как голливудские фильмы, поп-музыка, MTV, радио и телевизионные программы, новости CNN и т. д. Культурная коммуникация по существу является распространением ценностей. Она влияет и даже формирует образ жизни и идеологию получателей. Информационный суверенитет должен включать в себя право на развитие и укрепление национальной культуры и самобытности посредством внутренней и международной коммуникации.

## Критика
Информационный суверенитет является «открытой» концепцией, эволюционирующей по ходу истории. Согласно мнению профессора Гонга в условиях глобализации, когда интернет и другие новые технологии меняют способы коммуникации, а эпоха после «холодной войны» создала новые формы политических, культурных и идеологических моделей, информационный суверенитет, как концепция, уже не отвечает современным реалиям, и требует пересмотра.
Как упоминалось ранее, информационный суверенитет включает в себя независимое право на производство и использование информации без какого-либо внешнего вмешательства, однако характерной чертой глобальной коммуникации, поощряемой транснациональными корпорациями, является преодоление барьера национальных границ. Сегодня «высшая власть» государства над информацией ставится под сомнение, в частности, транснациональными корпорациями, и традиционная концепция информационного суверенитета фактически теряет свой смысл. Государства, желая укрепить свой информационный суверенитет, увеличивают контроль над интернетом, разрабатывают новые механизмы контроля информационной среды, тем самым ограничивая свободу слова.  В то же самое время они бывают вынуждены пойти на необходимые компромиссы в обмен на право оставаться в рамках глобальной информационной системы. В связи с этим информационный суверенитет можно рассматривать как относительную власть.

### На русском языке
- Артамонов Д.С. Информационный суверенитет, теоретический аспект // Материалы VIII Международного Конституционного Форума, посвященного 80-летию Саратовской области. – 2017. –  стр.16-20.
- Беленков Д.В., Гюлазян П.А., Мазлумян Д.Э. Информационный суверенитет России и Европейского Союза, информационная политика и информационное противоборство: сущность и содержание // Международный студенческий научный вестник. – 2018. – № 5. – (дата обращения: 31.10.2018).
- Ефремов А.А. Формирование концепции информационного суверенитета государства // Право. Журнал Вышей школы экономики. 2017. № 1. С. 201-215
- Ефремов А. А. Защита государственного суверенитета Российской Федерации в информационном пространстве : монография / А. А. Ефремов. — М. : Норма, 2017. — 128 с.
- Ефремов А. А. Государственный суверенитет в условиях цифровой трансформации // Правоведение. 2019. Т. 63, № 1. С. 47–61.
- Зорина Е. Г. Информационный суверенитет современного государства и основные инструменты его обеспечения // Изв. Сарат. ун-та. Нов. сер. Сер. Социология. Политология. – 2017. – Т. 17, вып. 3. – С. 345–348.
- Кучерявый М. М. Государственная политика информационного суверенитета России в условиях современного глобального мира // Управленческое консультирование. – 2014. –  Вып. 9 (69). –  С. 12.

### На английском языке
- Bayefsky, Anne F. Cultural Sovereignty, Relativism, and International Human Rights: New Excuses for Old Strategies. – 02 August 2007.
- Fox JR, Dictionary of International and Comparative Law. – Oceana Publications Inc, 3d edn. – 2003. –  370 p.
- Gong, Wenxiang. Information Sovereignty Reviewed // Peking University. Intercultural Communication studies XIV: 1 – 2005.
- McChesney, R.W. Rich Media, Poor Democracy: Communication Politics in Dubious Times. – New York: The New Press. – 2000. – 462 p. – ISBN 1565846346.
- Nordenstreng, Kaarle & Schiller, Herbert I., eds. National Sovereignty and International Communication. – New Jersey: Ablex Publishing Co. – 1979. –  304 p.
- Polčák, Radim, Svantesson Dan Jerker B. Information Sovereignty, Data Privacy, Sovereign Powers and the Rule of Law – Northampton, MA: Edward Elgar, – 2017. – 288 p. – ISBN 9781786439222.
- Price, E. Monroe. Media and Sovereignty: The Global Information Revolution and Its Challenge to State Power.  – The MIT Press. – 2004. – 352 p. – ISBN 0262162113.
- Schiller, Herbert I., Communication and Cultural Dominance. – NY: International Arts and Sciences Press. – 1976. – 127 p. – ISBN 0873320794.
- Wang, Huning. Cultural Expansion and Cultural Sovereignty: the Challenge to the Concept of Sovereignty // Journal of Fudan University. Vol. 3. – 1994.